# 式部正宗
式部正宗（しきぶまさむね）、あるいは式部榊原正宗（しきぶさかきばらまさむね）は日本刀。駿州府中城主の中村家から榊原式部大輔康政を経て徳川家康に献上されたものと、島津家に伝来した二振りがある。前者は昭和10年（1935年）に重要美術品に認定されたものの昭和20年（1945年）に焼失、後者は第二次世界大戦で拵（こしらえ）と共に焼失した。

## 徳川家の式部正宗
享保名物帳に掲載されているが、刀剣研究家の福永酔剣によると長さの二尺二寸七分五厘は誤記となっている。本作は徳川家康の家臣である榊原式部大輔の佩刀だった。本作は徳川中期の正徳頃に二千三百七十五両で松平家に購入された。本阿弥は貧しい大名であった松平家がこれだけの金額を出したことが、正宗の制作した日本刀が大事に扱われていたことの証左だとする考えを述べている。本作は川越市立博物館の所蔵する松平大和守家の『御腰物帳』に掲載されている他、名物帳にて以下の記述がなされている。
本作はその後前橋藩主の松平大和守家に伝わり、東京大空襲にて焼失した。
前橋東照宮は2016年の家康没400周年の記念の一環として、松平家に伝わる名刀を残された写真や資料に基づいて復元することを発表した。それによると同年4月17日に開催される「徳川家康薨去400年」で火入れ式を行い、その際刀の鍛錬を公開するとした。これを歴史遺産を活用した街づくりの一環にしたいと述べた。また当時若い女性の間で流行した刀剣育成シミュレーションゲーム『刀剣乱舞 -ONLINE-』に本作をモデルにしたキャラクター制作を依頼した。2017年には松平家など4大名のPRに力を入れる群馬県前橋市によって復元のため、「前橋藩主松平大和守家顕彰祭」にて刀の打ち初め式が開催された。この際天下三名槍の一つである御手杵のレプリカが三本展示された他、槍の演武も行われた。